# Aptónimo

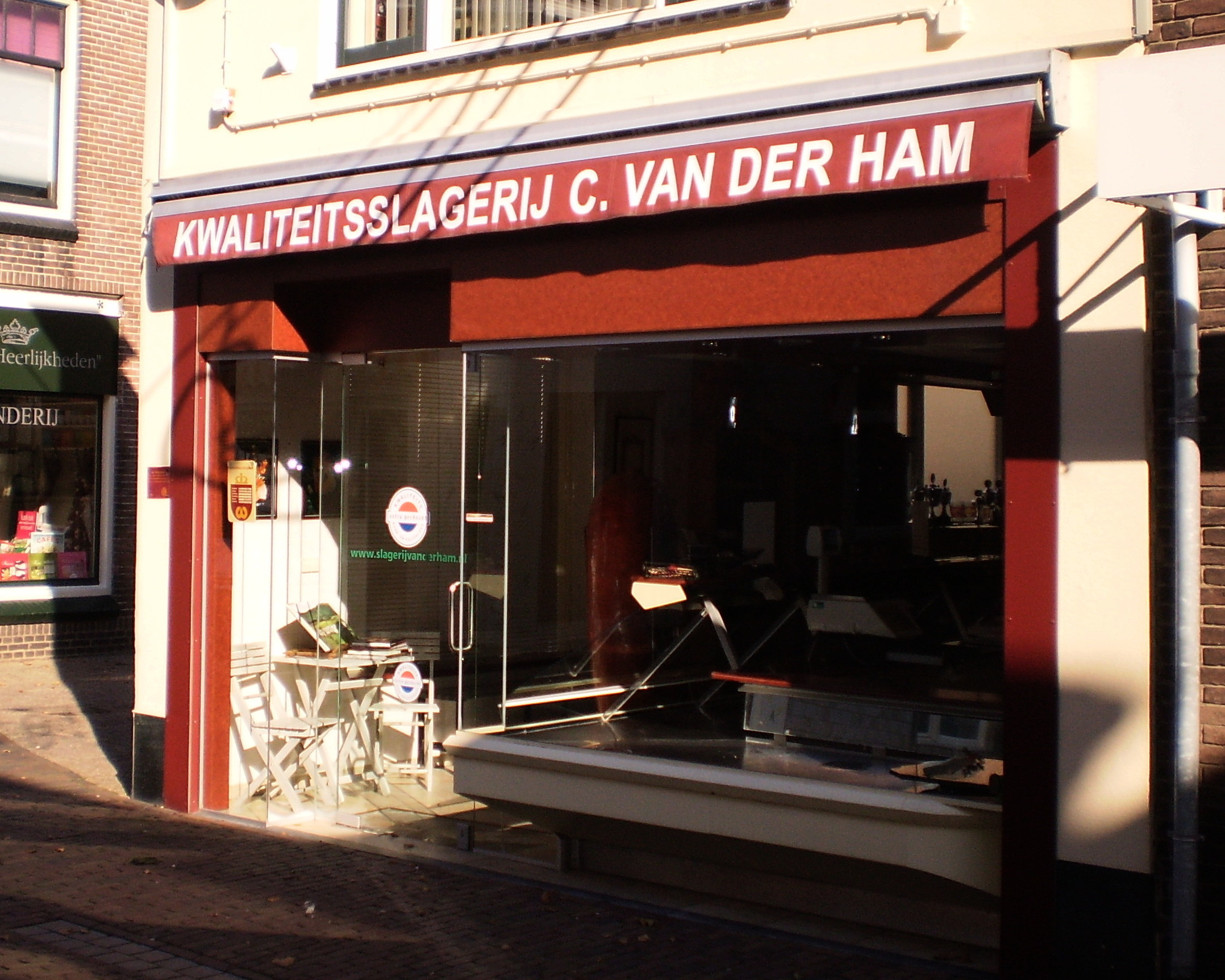
La carnicería C. van der Ham (ham significa ‘jamón’ en neerlandés) en la ciudad de Leerdam (Países Bajos).

Un aptónimo es un nombre con un significado relacionado con la persona que lo lleva, por lo general en el marco de su profesión o de su ocupación. Es una característica del lenguaje que se utiliza principalmente en los nombres de personajes de ficción.
Al utilizar un aptónimo, el nombre adquiere un papel especial en el establecimiento y la caracterización de los personajes literarios. En el mundo del cómic, el aptónimo ha sido profusamente utilizado para caracterizar los personajes de, por ejemplo, Mortadelo y Filemón, de Francisco Ibáñez, o -con un ingenio especialmente brillante- Astérix el Galo, de Goscinny y Uderzo.
El aptónimo puede valerse de la sonoridad, la etimología, los significados sociales, el carácter onomatopéyico, entre otros medios, para reflejar un cierto aspecto de su propietario: la profesión, el carácter, las características físicas resaltables, los gestos, en función de la narrativa o como una mera estratagema cómica.
En 1952, el psicólogo Carl Jung escribió en su libro Sincronicidad como principio de conexiones acausales, que «entre el nombre de una persona y sus peculiaridades hay una coincidencia a veces bastante grotesca».

## Recopilaciones de aptónimos
En 1996, el escritor Paul Dickson cita en su libro What's in a name? (‘¿qué hay en un nombre?’) una larga lista de aptónimos compilados por el profesor Lewis P. Lipsitt, de la Universidad de Brown.
La recopilación de aptónimos fue uno de los temas recurrentes de las tiras diarias del viñetista Mauro Entrialgo para el periódico Público entre 2008 y 2011 bajo el título Como su propio nombre indica (casos reales). Estas viñetas diarias fueron posteriormente recopiladas en el líbro Plétora de piñatas (2012).

## Lista de algunos aptónimos
- Jules Angst (1926-), psiquiatra suizo que ha publicado trabajos sobre la ansiedad; angst significa ‘angustia’.
- Jack Armstrong (1965-), se retiró de la MLB (Liga Mayor de Béisbol) lanzador; arm strong significa ‘brazo fuerte’.
- Colin Bass (1951-), bajista británico de la banda de rock Camel (1971-1984 y 1991-); bass [béis] significa ‘bajo’ (en este caso, ‘bajo eléctrico’).
- Lance Bass (1979-), cantante bajo de la banda estadounidense de pop N’Sync; bass [béis] significa ‘bajo’ (en este caso, ‘cantante bajo’).
- Tito Beveridge, fundador y propietario de Tito’s Vodka.
- Dr. David M. Bird, ornitólogo, autor de The bird almanac: a guide to essential facts and figures of the world’s birds (‘almanaque de las aves: una guía para hechos esenciales y cifras de las aves del mundo’), profesor emérito de Biología de Vida Silvestre de la Universidad McGill.[5]
- Sara Blizzard, meteoróloga británica en la BBC; blizzard significa ‘tormenta de nieve’.
- Lorena Bobbitt (1970-), mujer ecuatoriana arrestada por ‘cortarle’ el pene a su esposo John Bobbitt (1967-).
- Doug Bowser, vicepresidente de ventas en la empresa Nintendo (donde uno de sus personajes más famosos se llama Bowser).[6]
- Usain Bolt (1986-), atleta profesional jamaicano, considerado como el mejor velocista de la historia; bolt significa ‘rayo’.[7]
- Emilio Botín, empresario español, presidente del banco Santander.
- Russell Brain (1895-1966), neurólogo británico; en inglés, brain significa ‘cerebro’.
- Marc Breedlove (1954-), neuropsicólogo involucrado en modificar experimentalmente el ambiente prenatal en ratas para producir ratas hembras que exhibieran un comportamiento sexual masculino (que montan a su pareja), y ratas macho que exhibieran un comportamiento sexual femenino (comportamiento lordosis); breed love significa ‘amor de razas’.
- Brownie Septic Systems, en la localidad estadounidense de Orlando; el nombre está basado en el apellido del propietario; brownie significa ‘color cafecito’ y ‘galleta dulce de color café’, cuando se supone que los sistemas sépticos se utilizan para almacenar el excremento humano.[8]
- Carlo Buontempo (1975-), científico climático italiano; buon tempo, en italiano, significa ‘buen clima’.[9]
- Javier Cámara (1967-), actor español de cine.
- Bertrand Cantat (1964-), cantante francés de rock.
- Blas Cantó, cantante español.
- John Carbon (1930-), químico orgánico, biólogo molecular y bioquímico estadounidense; carbon significa ‘carbono’.
- Novella Carpintero (1972-), agricultora urbana y escritora estadounidense; carpenter significa ‘carpintero’.
- Dr. Richard Chopp, urólogo pionero en la vasectomía (cortar los conductos seminales); chop significa ‘cortar’.[10]
- Chuck Close (1940-), artista estadounidense conocido por sus pinturas realistas en primer plano de los rostros de personas; close significa ‘primer plano’.
- Christopher Coke (1969-), narcotraficante jamaicano; cook es ‘cocinar’ (entre otras cosas, cocinar cocaína).
- Barry Commoner (1917-2012), político y activista ecologista estadounidense, candidato a presidente en 1980 por el Partido Ciudadanos, que se centraba en los derechos de las personas ‘comunes’; commoner significa ‘plebeyo’ y también ‘activista’.
- Josep María Boncompte (años 1960-), banquero y estafador español; bon compte (‘buena cuenta’).[11]
- Thomas Crapper (1836-1910), fabricante victoriano londinense de inodoros y letrinas; crap es una manera vulgar de mencionar el ‘excremento’.
- Mansfield Smith-Cumming (1859-1923), funcionario británico, primer director del servicio secreto MI6; abogó por el uso de semen como tinta invisible; cumming significa ‘eyaculación’.
- Jacques Delors (1925), político francés; de l’or significa ‘del oro’ en francés.
- Mark De Man (1983-), futbolista defensor belga; mark the man significa ‘marca al hombre’ («marcar» es un verbo que utilizan los defensores en fútbol).
- Creflo Dollar (1962-), religioso estadounidense, defensor de la «teología de la prosperidad», criticado por su estilo de vida extravagante; dollar significa ‘dólar’.
- Carla Dove, directora del Laboratorio de Identificación de Plumas del Museo Nacional de Historia Natural del Instituto Smithsoniano, en la ciudad de Washington D. C.; en inglés, dove significa ‘paloma’.[7]
- Paddy Driver, exmotociclista y expiloto de automóviles, ganador del premio Gran Prix; driver significa ‘conductor’.
- Félix Dujardín (1801-1860), biólogo francés; du jardín significa ‘del jardín’ en francés.
- Elie During, profesora de filosofía, que trabaja sobre temas de temporalidad; during significa ‘duración’.[12]
- Josh Earnest (1975-), el tercer secretario de prensa de la administración Obama; Stephen Colbert observó: «¡Qué nombre para un secretario de prensa: Josh Earnest. Su nombre significa, literalmente: “Estoy bromeando, pero en serio”».[13]
- Nicholas Económides (c. 1940), profesor de economía en la Escuela de Negocios Stern, de la Universidad de Nueva York (Estados Unidos).
- Rich Fairbank, fundador y CEO de Capital One Financial Corp.; rich fair bank significa ‘banco rico y justo’.
- Storm Field, meteorólogo estadounidense; storm field significa ‘campo de tormentas’.
- Martyn Fogg, experto en la atmósfera de Marte; fog significa ‘niebla’.
- Ronald A. Footer, podólogo estadounidense; footer significa ‘pie de página’.[14]
- Allen Forward, rugbista estadounidense; jugaba como forward.
- Amy Freeze (1974-), meteoróloga estadounidense; freeze significa ‘congelarse’.
- Go Seigen (1914-2014), jugador japonés de go, considerado el más grande campeón de ese juego.
- Eiichi Goto (1931-2005), informático japonés; goto o go to (ir a) es un código común en muchos lenguajes de programación.
- Hubert Green (1946-), golfista profesional estadounidense; green significa ‘campo de golf’.
- Armand Hammer, empresario estadounidense, formó parte de la junta directiva de la empresa Arm & Hammer, que se llama así 31 años antes de su nacimiento.
- Learned Hand (1872-1961), juez estadounidense; learned hand significa ‘mano erudita’.
- Georges Haussmann (1809-1891), arquitecto francés; haus mann significa ‘hombre de las casas’.
- William Headline (1931-2008), periodista estadounidense, jefe de la oficina de CNN; ‘encabezado [de una noticia]’
- Jim Horn (1940-), saxofonista y flautista estadounidense; horn es corno.
- Igor Judge (1941-), juez británico, presidente del Tribunal Supremo de Inglaterra y Gales; judge significa ‘juez’.
- Gérald Lacroix (1957-), arzobispo católico canadiense; la croix significa ‘la cruz’ en francés.
- Liberty Jail, cárcel ubicada en la localidad de Liberty (Misuri); allí estuvo preso Joseph Smith entre el 1 de diciembre de 1838 y el 6 de abril de 1839 por su responsabilidad en la guerra mormona de 1838; liberty jail significa ‘cárcel de libertad’ en inglés.
- Richard Perry Loving (1933-1975), ciudadano blanco estadounidense que en 1959 se casó con una mujer negra ―Mildred Delores Jeter (1939-2008)―, desafiando las leyes del apartheid en Estados Unidos (que terminó recién en 1967), que prohibían las pareja interraciales; loving significa ‘amorosos’.
- Alex Malarkey (1999-), niño cuadripléjico que relató su experiencia cercana a la muerte de 2004 en el libro superventas The boy who came back from Heaven: a true story (‘el niño que regresó del Cielo: una historia real’, de 2010). En 2015, Malarkey admitió haber inventado toda la historia; malarkey significa ‘disparate’ o ‘paparruchada’.
- John W. Marshall, excomisario del Distrito Este de Virginia; marshal significa ‘comisario’
- George McGovern (1922-2012), político estadounidense, candidato presidencial.
- Jim McGovern (1956-), político escocés
- Bill Medley (1940-), cantante estadounidense; medley significa un ‘pot pourrí’.
- Donald Meek (1878-1946), actor encasillado en personajes nerviosos y temerosos; meek significa ‘manso’, ‘dócil’ o ‘sumiso’.
- Benjamin Millepied (1977), bailarín francés; mille pied significa ‘mil pies’ en francés.
- Enrique Moles (1883-1953), químico español; los moles son unidades que se utilizan con frecuencia en química.
- Chris Moneymaker (1975-), campeón estadounidense de póquer en 2003; money maker significa ‘hacedor de dinero’.
- Juan Pistarini, ministro de Perón que construyó el hoy llamado Aeropuerto Internacional Ministro Pistarini, cuyas instalaciones más evidentes son las pistas desde donde despegan y aterrizan los aviones que allí operan.
- Fernando Platas (1973-), nadador mexicano, ganador de una medalla de plata en las Olimpíadas de Verano de 2000.
- Greg Pond, biólogo acuático estadounidense; toma muestras de masas de agua del noreste de Estados Unidos para la Agencia de Protección del Medio Ambiente; pond significa ‘estanque de agua’.[7]
- John Henry Poynting (1852-1914), físico estadounidense que inventó el vector de Poynting, que especifica la dirección y la magnitud de un flujo de energía electromagnética, es decir, los ‘puntos’ en la dirección en que viaja la energía; en inglés, pointing significa ‘apuntar’.
- Francine Prose (1947-), escritora estadounidense de prosa; prose significa ‘prosa’.
- Dallas Raines (1954-), meteorólogo jefe del canal KABC-TV en Los Ángeles (California); rains significa ‘lluvias’.
- Charles Reade (1814-1884), novelista británico; read significa ‘leer’.
- Bob Rock (1954-), productor canadiense de música rock, de los grupos Metallica y Bon Jovi.
- Philander Rodman, varón estadounidense, padre de entre 28 y 46 hijos, entre ellos el baloncestista Dennis Rodman (1961-); philander significa ‘flirtear’.[15]
- James Roe (1988-), remero paralímpico; roe se pronuncia igual que row, que significa ‘fila de remo’.
- Richard Seed (1928-), científico estadounidense que ha intentado la clonación humana; seed significa ‘semen’, ‘simiente’.
- Dra. Margaret Peggy Schooling, profesora estadounidense de didáctica y educación en la Universidad Immaculata; schooling significa ‘escolarización’.[16]
- Mark Shuttleworth (1973-), turista espacial y el primer sudafricano en el espacio, que viajó en el transbordador espacial; shuttle worth significa ‘digno del transbordador’.
- Tod Slaughter (1885-1956), actor británico conocido por interpretar a maníacos asesinos; slaughter significa ‘matanza’.
- Richard Smalley (1943-2005), pionero de la Universidad Rice en nanotecnología; small significa ‘pequeño’.
- Larry Speakes (1939-2014), portavoz presidencial del presidente Ronald Reagan; [he] speakes significa ‘[él] habla’.
- Lake Speed, expiloto automovilístico de NASCAR; speed significa ‘velocidad’.
- Scott Speed (1983-), expiloto automovilístico de NASCAR, Fórmula 1, GP2 y A1GP; speed significa ‘velocidad’.
- Margaret Spellings (1957-), exsecretaria de Educación de Estados Unidos; spelling significa ‘ortografía’ o ‘deletreo’.
- Louise Story, periodista del periódico New York Times.[17]
- D. Terman (1933-1999), autor de varios libros militares al estilo «elige tu propia aventura», en los que el lector determina el final; «D. Terman» se pronuncia parecido que determine, que significa ‘determinar’.
- Eugène Terre'Blanche (1941-2010), nacionalista sudafricano blanco proapartheid asesinado; terre blanche significa ‘tierra para blancos’ (en francés) y eu-gene significa ‘bien nacido’ (en griego); comparar con eugenesia.
- Antonio Torrejón Barajas, funcionario español, antiguo director de AENA (la empresa pública que gestiona la mayoría de los aeropuertos de España). Sus dos apellidos mencionan dos importantes aeropuertos de España: el de Torrejón y el de Barajas.[18]
- Tommy Tune (1939-), cantante de musicales en Broadway; tune significa ‘tono’ pero también ‘canción’.
- Dr. Unk (Elizabeth C. Unk), médica de Ohio que se hizo conocida por manejar ebria y atropellar a un ciclista; drunk significa ‘ebrio’.[19][20]
- Marilyn vos Savant (1946-), escritora y columnista estadounidense famosa por su altísimo coeficiente intelectual y su gusto por la resolución de puzles; savant es ‘erudito’.
- Marco Velo (1974-), ciclista italiano; velo está relacionado con velocípedo, un nombre antiguo de la bicicleta.
- Giuseppe Vespasiani (1959-), urólogo y catedrático italiano; vespasiani significa ‘urinales’ en italiano (debido a que el emperador Vespasiano instauró los primeros orinales [orinale en italiano] en Roma).
- Rick Wagoner (1953-), empresario estadounidense, exdirector de la empresa automovilística General Motors.
- Betsy Weatherhead, científica climática estadounidense que ha formado parte del Grupo de Asesoramiento Científico de la NOAA (Agencia Meteorológica de Estados Unidos); en idioma escocés, weatherhead significaba ‘pastor de cabras’, pero en inglés, weather head significaría ‘cabeza del clima’.[7]
- Anthony Weiner (1964-), congresista estadounidense reconocido por escándalo en 2011, en que se sacó una foto de un primer plano de sus calzoncillos con una erección; weiner es un argot que corresponde a ‘pene’.
- Sheldon Whitehouse, senador estadounidense; White House es el nombre en inglés de la Casa Blanca (palacio de Gobierno de Estados Unidos).
- Emily Wines, una experta catadora sommelier y enóloga; wines significa ‘vinos’[21]
- William Wordsworth (1770-1850), poeta británico que abogó por la extensión de la Ley de Copyright Británica; words worth: ‘él es digno de las palabras’.

## Lista de algunos inaptónimos
Algunos aptónimos no son descriptivos sino irónicos ―se refieren a lo contrario― por lo que el periodista Gen Weingarten, del diario Washington Post, los llamó «inaptónimos»:
- Frank Beard (1949-), baterista estadounidense, el único miembro de la banda ZZ Top que no usaba barba; beard significa ‘barba’ en inglés.
- Don Black (1953-), supremacista y racista estadounidense de piel blanca; black significa ‘negro’.
- Edward Cocaine, ciudadano estadounidense arrestado por posesión de Xanax; cocaine significa ‘cocaína’ en inglés.[23]
- Jaime L. Sin, religioso filipino, arzobispo de Manila, que en 1976 fue nombrado cardenal por el papa Pablo VI, por lo que se conocía como Cardinal Sin (‘pecado capital’).
- Kristian Eivind Espedal, más conocido por su seudónimo Gaahl (1975-), cantante noruego de música satánica.
- Kristian Vikernes, más conocido por su seudónimo Varg Vikernes (1973-), músico noruego de música satánica.
- Teller, la mitad silenciosa del dúo cómico de magos Penn & Teller; teller significa ‘explicador’ en inglés.
- Juan Roig (1949-), empresario y presidente del Mercadona. Donante de fondos al Partido Popular; roig significa ‘rojo’ en valenciano-catalán. [24]